# 에드먼드 오브라이언
에드먼드 오브라이언(Edmond O'Brien, 1915년 9월 10일 ~ 1985년 5월 9일)는 미국의 영화배우, 연극 배우, 텔레비전 배우, 배우, 영화 프로듀서이다.

## 영화
- 99와 100분의 44% 죽음 (1974년)
- 럭키 루치아노 (1973년)
- 바람의 저편 (1972년)
- 의혹의 그림자 (1972년)
- 와일드 번치 (1969년) - 프레디 사이키스 역
- 바디 캡슐 (1966년)
- 리오 콘초스 (1964년)
- 행드 맨 (1964년) - 어니 시거 역
- 세븐 데이스 인 메이 (1964년)
- 버드맨 오브 알카트라즈 (1962년)
- 리버티 벨런스를 쏜 사나이 (1962년)
- 지상 최대의 작전 (1962년) - Gen. 레이몬드 D. 바톤 역
- 업 페리스코프  (1959년)
- 더 빅 랜드 (1957년)
- 디데이 (1956년) - Col. 알렉스 팀머 역
- 더 걸 캔트 헬프 잇 (1956년)
- 더 랙 (1956년)
- 1984 (1956년)
- 피트 켈리의 블루스 (1955년)
- 살인 방패 (1954년) - 놀란 역
- 디즈니랜드 (1954년) - 크로리 역
- 클라이막스! (1954년)
- 맨발의 백작부인 (1954년)
- 중혼자 (1953년) - 해리 그라함 역
- 차이나 벤처 (1953년)
- 줄리어스 시저 (1953년)
- 죽음의 카운트다운 (1950년)
- 화이트 히트 (1949년)
- 포 더 러브 오브 메리 (1948년)
- 전투 비행대 (1948년)
- 잔인한 힘 (1947년)
- 이중 생활 (1947년)
- 살인자들 (1946년)
- 윙드 빅토리 (1944년)
- 더 어메이징 미시즈 홀리데이 (1943년)
- 노틀담의 꼽추 (1939년)